# Enargia conjuncta
Enargia conjuncta là một loài bướm đêm trong họ Noctuidae.